# بردفورد (رود آیلند)
بردفورد (به انگلیسی: Bradford) شهری در ایالت رود آیلند کشور ایالات متحده آمریکا است که جمعیت آن در سرشماری سال ۲۰۱۰ میلادی، ۱٬۴۰۶ نفر بوده‌است.